# Тамм, Лидия Ивановна
Лидия Ивановна Тамм (17 февраля 1907, Иркутск — 2 июля 2004) — российский и советский общественный деятель, писательница, ветеран комсомольского движения Иркутска, почётный гражданин Иркутска (1986).

## Биография
Из дворян. Дочь офицера царской армии, эстонца Ивана (Яна) Тамма. Воспитывалась в семье деда по матери, бывшего ссыльного поляка И. И. Готовского.
Участница скаутского движения в Иркутске, одна из первых иркутских пионервожатых, активистка иркутского комсомола. В 1920-е годы занималась беспризорниками и перевоспитывала проституток. Руководила курсами стрелков, владела всеми видами оружия. За активную деятельность неоднократно избиралась делегатом районных комсомольских конференций с правом решающего голоса.
После окончания факультета общественных наук Иркутского института советского строительства при ВЦИК РСФСР (ныне — Иркутский государственный университет), с 1931 г. работала в Контрольной комиссии рабоче-крестьянской инспекции. В 1937—1938 годах возглавляла облкомунхоз Читинского горисполкома.
В 1939 была арестована органами НКВД как «враг народа». Подвергалась пыткам в московской тюрьме на Лубянке. По обвинению в шпионаже и право-троцкистской деятельности, была осуждена и приговорена к трём годам лишения свободы с поражением в правах. В 1942 вернулась в Иркутск, работала на Лисихинском кирпичном заводе. Как «враг народа» была выслана в посёлок Усть-Уда, где работала заместителем председателя райсполкома, а затем председателем артели «Прогресс». В 1946 была переведена в пос. Залари. В 1949 вернулась в Иркутск. Работала вольнонаёмной на кирпичном заводе. До реабилитации в 1956 состояла под надзором милиции.
В 1960—1965 г. по партийной путевке вместе с сыном Борисом уехала на строительство Железногорского горно-обогатительного комбината. После выхода на пенсию работала на иркутском кирпичном заводе инженером по труду. Уже на пенсии в возрасте 67-ми лет, работая на заводе, стала инициатором создания в Иркутске опорных пунктов охраны общественного порядка в помощь милиции.
Похоронена на Радищевском кладбище Иркутска.

## Творчество
Писать начала в возрасте 94-х лет.
Автор трилогии «Записки иркутянки» (Иркутск: Оттиск, 2001—2007), уникального описания жизни и быта в Иркутске начала XX века. Третий том книги был издан посмертно. Опубликовала ряд публицистических статей.

## Награды
- Медаль «За доблестный труд в Великой Отечественной войне 1941—1945 гг.»
- Медаль «В ознаменование 100-летия со дня рождения Владимира Ильича Ленина»
- Медаль «Ветеран труда»
- Медаль «За отличную службу по охране общественного порядка»
- Юбилейная медаль «Тридцать лет Победы в Великой Отечественной войне 1941—1945 гг.»
- Юбилейная медаль «Сорок лет Победы в Великой Отечественной войне 1941—1945 гг.»
- Знак «Отличник советской милиции».
- Почётный гражданин Иркутска